# Schrader-Gebirge
Das Schrader-Gebirge (englisch: Schrader Range) ist eine Gebirgskette im Nordosten der Provinz Enga und Westen der Provinz Madang in Papua-Neuguinea, nordöstlich des Bismarckgebirges. 
Die höchste Erhebung des Schrader-Gebirges ist der Mount Aiome mit einer Höhe von 1606 m. Er ist benannt nach dem dort lebenden Volk der Ayom (früher gelegentlich Aiome geschrieben).
Der Westen des Gebirgszuges wird vom Volk der Hagahai bewohnt.
Benannt ist das Gebirge nach dem deutschen Astronom und Biologen Carl Schrader.